# مايكل إسبر
مايكل إسبر (بالإنجليزية: Michael Esper)‏ مواليد 1 ديسمبر 1976 في مانهاتن، الولايات المتحدة، هو ممثل أمريكي بدأ مسيرته الفنية سنة 1995.

## الأعمال
- بيرسون أوف إنترست
- التسليم
- فرانسيس ها
- عقل جميل
- عداء عداء

## روابط خارجية
- مايكل إسبر على موقع IMDb (الإنجليزية)
- مايكل إسبر على موقع ألو سيني (الفرنسية)
- مايكل إسبر على موقع أول موفي (الإنجليزية)
- مايكل إسبر على موقع قاعدة بيانات برودواي على الإنترنت (الإنجليزية)
- مايكل إسبر على موقع قاعدة بيانات الأفلام السويدية (السويدية)
- مايكل إسبر على موقع قاعدة بيانات الفيلم (الإنجليزية)
- مايكل إسبر على موقع كينوبويسك (الروسية)